# HAT-P-2
HD 147506, auch bekannt als HAT-P-2, ist ein etwa 400 Lichtjahre von der Erde entfernter Stern der Spektralklasse F8 mit einer scheinbaren Helligkeit von 8,7 mag. Im Jahre 2007 wurde im Rahmen des HATNet-Projektes die Entdeckung eines Exoplaneten um diesen Stern bekannt gegeben: HAT-P-2b.